# Lobivar Matos
Lobivar Barros de Matos e Mateus Gatti Rodrigues, (Corumbá, 11 de Janeiro de 1915 - 27 de Outubro Rio de Janeiro, 1947) foi um escritor brasileiro.
Marcou sua vida artística pela simplificação da assinatura Lobivar Matos, autor de Areôtorare: poemas boróros (1935) e de Sarobá (1936). Alguns escritos sobre a vida do autor revelam que sua infância, pela região pantaneira, fora digna de uma infância comum. No entanto, o mesmo não pode ser dito de sua juventude, repleta de atitudes fortes e marcantes principalmente pelo que pode ser visto em sua composição poética.
Partido das considerações publicadas num artigo escrito por José Octávio Guizzo, a pesquisadora Susylene Araújo afirma em sua Tese de Doutorado (intitulada "A Vida e a Obra de Lobivar Matos: o modernista (des) conhecido) que: 
"Lobivar Matos, aos 18 anos, deu um passo importante em sua formação. Naquela ocasião, sua avó, ao vender algumas cabeças de gado, conseguiu custear a ida do neto para a cidade do Rio de Janeiro, onde o jovem foi recebido por Filinto Müller, figura representativa do governo Vargas, padrinho dos mato-grossenses que por lá se aventuravam. Tal informação exige uma atenção especial, já que parece ser bastante contraditório que alguém que seja protegido pelo governo getulista da época pudesse dar vozes aos parias desprovidos, como Lobivar o fez. O relato segue para revelar aqueles que seriam os anos mais significativos da vida de Lobivar Matos. Após ingressar na Faculdade Nacional de Direito do então Distrito Federal, o poeta contrai núpcias com Nair Gomes de Araújo, com quem teve dois filhos: Silvio e Suely. (2009, p. 24-25).
Após a publicação de suas duas obras (Areôtorare: poemas boróros e Sarobá),
Lobivar volta a morar em Corumbá, para ali servir como porta-voz de seu povo. Em seguida, motivado pela sua inquietação, transfere-se para Cuiabá, onde escreve para o Estado de Mato Grosso, de onde parte novamente para o Rio de Janeiro, onde colabora constantemente com a imprensa carioca. Nos anos seguintes, a enfermidade de uma úlcera e as limitações da vida o impediam até mesmo de desfrutar o sol do Rio de Janeiro e no dia 27 de outubro de 1947 seu sofrimento chegou ao fim. O poeta Lobivar Matos, encerrava uma trajetória de muitas lutas nos confins da Casa de Saúde Pedro Ernesto no Rio de Janeiro. Neste dia, morria Lobivar Barros de Matos, o Lolito. (GUIZZO, 1979, apud ARAÚJO, 2009, p. 25)

## Obra literária
De fato, tomar Lobivar Matos como assunto de artigos ligados à cultura local de seu Estado de origem tem sido conteúdo de escritos bibliográficos ou seleções para antologias de poetas mato-grossenses.Como no exemplo a seguir, os registros encontrados em publicações existentes nos meios culturais e literários do atual Estado de Mato Grosso do Sul revelam alguns aspectos relativos à vida do autor. Assim nos contam algumas linhas do artigo intitulado Lobivar de Matos: A ilusão e o destino do poeta desconhecido , escrito por José Octávio Guizzo (1979: 57-60).
(...) ele fora um menino de mais ver e ouvir do que falar. Garoto mirrado, ele seguia a turma, sempre meio arredio, pelas barrancas do Paraguai, em cismares sem fim. Pervagava por todos os bairros pobres da zona portuária, soltando papagaio, rodando pião e jogando bolita. Começou os estudos primários no colégio santa Tereza, na sua cidade natal, e em 1928, aos 13 anos de idade, viera com a mãe para Campo Grande.
Neste artigo, podemos conhecer características ligadas à vida do poeta, que aos treze anos de idade mudou-se para Campo Grande – atual capital de Mato grosso do Sul-, deixando sua terra Natal. Esta mudança acontece por volta do ano de 1928 e às portas da década de 30: com a morte da mãe, Lobivar passou a ser criado por parentes próximos e a dedicar-se aos estudos em um conceituado educandário Salesiano da cidade. Admirador do Mestre e conterrâneo, o poeta Pedro de Medeiros, Lobivar dedicou a ele seu primeiro poema, publicado na Folha da Serra em Fevereiro de 1932, n. V, ano I., e referindo-se a sua origem, a cidade de Corumbá:
Corumbá deslumbrante. Dorme na harmonia

''O teu sono infinito, nas rochas de granito,

Sob a luz sombria,

Do calor.
'
Aos dezoito anos, o jovem poeta seguiu para o Rio de Janeiro apadrinhado por Filinto Müller, o anfitrião dos matogrossenses que para lá se dirigiam à procura da sorte. Após a preparação para o ingresso na Faculdade Nacional de Direito do então Distrito Federal, o que veio a acontecer de fato, Lobivar contrariou a inspiração da “cidade maravilhosa” e continuou escrevendo poemas que mencionaram sua terra natal. Movido por uma poética regional o poeta buscava sempre a condição de se tornar universal.
''A enchente é a inimiga implacável dos roceiros,

dos roceiros humildes e trabalhadores

que nascem, crescem e morrem

acorrentados à margem dos rios,

dos rios que são espelhos líquidos

refletindo no céu

a tortura vegetal das raízes afogadas.

(Areôtorare p. 61)''
Já na década de 40,quando retornou à cidade de Corumbá, Lobivar tornou-se um defensor das causa públicas e nas páginas dos jornais locais tornou-se a voz popular, intermediário das mais diversas reivindicações sociais.
Assim, a vida agitada, que marcou suas constantes mudanças de residência, incluiu uma breve passagem por Cuiabá, onde colaborou escrevendo crônicas e poemas para O Estado de Mato Grosso, idas e vindas pelo trecho Corumbá, Campo Grande e Rio de Janeiro, além da ilustração da intensidade de um homem que tinha muitos planos e muitos destes de cunho estritamente literários.
Aos 32 anos de idade, Lobivar Matos, após algum tempo de sofrimento, vitimado por um problema de saúde veio a falecer. Seria interessante ainda mencionar que, nem o abatimento que o levou à morte em 1947, na cidade do Rio de Janeiro serviu como barreira para que deixasse de escrever. Este fato pode ser comprovado pelo poema Sol (Rio de Janeiro,1938), no qual os elementos contemplativos, traçados pela folha em branco, resgatam o caminho da sensibilidade e da percepção de uma vida, que apesar de dura ou dolorida, ainda podia ser bela.
A manhã estava pra lá de bonita
 
e eu contentíssimo

porque o fígado me deixara dormir sossegado,

sem gemer.(...)
''
Além desta declaração pela beleza envolvente da vida, em um ímpeto expressivo do pensamento voltado para o próximo, o poeta continua:
''(...) Senti vontade de me estirar na areia da praia,

de correr na areia da praia

para que o sol me esticasse os músculos

Mas meu pensamento perdeu o equilíbrio

e eu me lembrei

que milhares e milhares de irmãos

trancafiados no xadrez

não podiam como eu, aquela hora,

gozar a delícia e a quentura

do sol mais barato do mundo

E o meu fígado começou a doer

e eu comecei a gemer.
''
As imagens criadas pelo poema Sol, são reveladas pelo artigo referenciado como um pretexto para revelar a preocupação do autor com a produção artístico-cultural sul-mato-grossense. Neste estudo, Lobivar é lembrado por sua atividade criadora:
Com efeito, há que se sublinhar a maestria com que o poeta corumbaense se utiliza do verso-livre, da notação elíptica o verso e da disposição gráfico-espacial na folha em branco, num procedimento modernista, para criar imagens que como no poema “Aranha tecedeira”, brotam da própria tessitura textual para significar a relação analógico-comparativa entre a “aranha tecedeira” e o poeta que tece, sem glória, fios de seda, fios de ouro nas fibras da sensibilidade humana! (LINS, 1994,P.29)
Lobivar morreu aos 32 anos deixando apenas dois livros publicados areôtorare e sarobá. A história do título destes livros merece ser contada, areôtorare, o próprio poeta explica na carta a minha gente no início deste livro, areôtorare é o nome daquele índio que era o profeta, o contador de Historias da tribo, e os boróros eram quem ouvia as historias, ou seja, os próprios índios.
Já Sarobá o poeta deixa claro que ama a cidade de Corumbá onde nasceu, pois este é um bairro da cidade, onde tinha um prostíbulo. Há ainda outros contos e poesias  que não foram publicadas, entre elas o livro teia de interrogações.
Segundo José do Couto Vieira Pontes em seu livro "História da Literatura Sul-Mato-Grossense", Lobivar faleceu aos 32 anos, pouco tempo depois do manifesto poético paulista de 1945, cuja fase, foi um marco pelo amadurecimento das propostas modernistas de 1922 e pelo destaque dado a poesia, através de autores como Lêdo Ivo, João Cabral de Melo Neto, entre outros.

## Obras Publicadas
- 1935 Areôtorare, poemas boróros.
- 1936 Sarobá, poemas

## A Amizade Literária
Em sua pesquisa para a elaboração da Tese de Doutorado em Letras intitulada " A Vida e a Obra de Lobivar Matos: o modernista (des) conhecido", Susylene Dias de Araújo relata a amizade entre Lobivar e seu conterrâneo, o poeta Manoel de Barros: 
Lobivar Matos e Manoel de Barros foram amigos na infância vivida pelos espaços da branca cidade de Corumbá. Essa amizade prolongou-se em outros espaços comuns aos poetas, como na passagem de ambos pelo Rio de Janeiro na distante década de 1930. Embora de famílias diferentes, Lobivar e Manoel receberam o sobrenome Barros em seus registros de nascimento: um datado de 1915 e o outro de 1917. Lobivar, o mais velho, teve sua vida abreviada aos 32 anos de idade, Manoel continua entre nós. Portanto, devo esclarecer que minha intenção de representar a infância aqui reinventada pela poesia de ambos não significa ressuscitar o passado, mas evocá-lo em nome de uma narrativa que se constrói a serviço do questionado e questionador tempo futuro. (2009, p. 37)

## Curiosidades
Seguindo os passos de um típico homem de seu tempo, Lobivar casou-se, constituiu uma família e profissionalmente formou-se como advogado. Porém, pouco sabido foi o seu romance com uma mulher carioca de nome Rosa, a qual engravidou, deixando no mundo mais um Lobivar, só que filho - Lobivar Barros de Matos Filho. O Pai fez questão de dar o filho nascido poucos meses antes de sua morte o seu próprio nome.

## A Pesquisa Histórico e Bibliográfica sobre Lobivar Matos
No Estado de Mato Grosso (MT), as pesquisas sobre o autor têm recebido destaque desde o fim dos anos 70 com as obras de Rubens de Mendonça e Lenine Póvoas e contemporaneamente com os textos e obras da Profa Dra. Hilda Gomes Dutra Magalhães entre outros professores e associados da Universidade Federal de Mato Grosso - UFMT. Em Mato Grosso do Sul, destacamos o pioneirismo de José Octávio Guizzo (1979), José do Couto Vieira Pontes (1981) e José Pereira Lins (anos 90). A partir dos anos 2000, artigos são publicados por vários pesquisadores das Universidades Federal de Mato Grosso do Sul - UFMS e Universidade Federal da Grande Dourados - UFGD, principalmente pelos professores Dr. Paulo Sérgio Nolasco Santos e Dra. Maria Adélia Menegazzo. As indagações acerca da vida e obra de Lobivar levam a Profa Susylene Dias de Araújo da Universidade Estadual de Mato Grosso do Sul - UEMS, a dedicar suas pesquisas de Mestrado e Doutorado à investigação sobre o autor, bem como lançar "Obras Reunidas de Lobivar Matos" (Editora da UFMS - 2009), um livro com a publicação em fac-símile das duas únicas obras publicadas e a junção de artigos escritos por pesquisadores engajados com as produções lobivarianas.

## Artigos, Livros, Dissertações e Teses sobre o Autor
ARAÚJO, Susylene Dias de. A Vida e a Obra de Lobivar Matos: o modernista (des)conhecido. 2009. 206f. Tese (Doutorado em Letras) - Universidade Estadual de Londrina, Londrina, 2009.
ARAUJO, Susylene Dias de. Os estudos culturais e a literatura em Mato Grosso do Sul - uma alternativa possível. In: CELLI – COLÓQUIO DE ESTUDOS LINGUÍSTICOS E LITERÁRIOS. 3, 2007, Maringá. Anais... Maringá, 2009, p. 1022-1028.
ARAÚJO, Susylene Dias de. Um Leitor para Lobivar Matos: o Areôtorare nos Sarobás de Miséria e Sol. 2002. Dissertação (Mestrado em Letras) - Universidade Federal de Mato Grosso do Sul, Três Lagoas, 2002.
ARAÚJO, Susylene Dias de(org.). Obras Reunidas de Lobivar Matos. Campo Grande: Editora da UFMS, 2009.
MAGALHÃES, Hilda Gomes Dutra. História da Literatura de Mato Grosso: século XX. Cuiabá: UNICEN Publicações, 2001.
MENDONÇA, Rubens de. História da Literatura Mato-Grossense. Cáceres: Unemat Editora, 2005.
PONTES, José do Couto Vieira. História da Literatura Sul-Mato-Grossense. São Paulo: Editora do Escritor, 1981.
SANTOS, Paulo Nolasco dos. Lobivar Matos na Periférica Região Global: vida e obra. Disponível em: www.revistas.ufg.br/index.php/sig/article/download/2848/2898
SANTOS, Paulo Sérgio Nolasco dos. Sobre um inédito de Lobivar Matos. In: GT de  Literatura Comparada da ANPOLL, seção Fóruns da home page, 1999. www.letras.ufmg.br/gt/ndex/htm.